# Army of Two : Le 40e Jour
 (octobre 2014).
Si vous disposez d'ouvrages ou d'articles de référence ou si vous connaissez des sites web de qualité traitant du thème abordé ici, merci de compléter l'article en donnant les références utiles à sa vérifiabilité et en les liant à la section « Notes et références ».
Army of Two : Le 40e Jour (Army of Two: The 40th Day) est un jeu vidéo développé EA Montréal et édité par Electronic Arts, sorti en 2010 sur les consoles PlayStation 3, PlayStation Portable et Xbox 360. C'est un jeu d'action à la troisième personne et la suite de Army of Two.

## Synopsis
Tyson Rios et Elliot Salem ont démissionné de la SSC Operative pour fonder leur propre SMP dont ils sont, avec Alice Murray, les seuls membres: Trans World Operations (TWO). Leur deuxième contrat les mènent à Shanghai où ils doivent coopérer avec JB, un mercenaire autrefois au service de la SSC Operative, pour placer des émetteurs (qu'ils semblent être des systèmes de guidage selon Salem). Mais une fois leur contrat achevé, la situation va vite virer au cauchemar lorsque Shanghai est bombardé et pris d'assaut par une SMP nommée l'IQJ (Initiative du Quarantième Jour) dont les intentions sont encore inconnues.
Le chaos régnant dans les rues de Shanghai, Rios et Salem devront trouver un moyen de sortir de cet enfer et découvrir les véritables motivations de l'IQJ.

## Système de jeu
Une des principales nouveauté de cet opus, il est possible d'acheter et de personnaliser des armes à tout moment dans la partie (sauf durant un affrontement avec l'ennemi). La personnalisation est très poussée, en effet, on peut modifier le canon, le chargeur, la crosse (même si ces pièces viennent d'une arme différente : par exemple, il est possible de mettre le canon d'une arme russe sur une arme américaine), modifier le camouflage et même ajouter des accessoires (lunettes, poignées, baïonnette, ...). Certaines armes ou pièces d'armes peuvent être obtenues durant les moments de moralité, en fouillant dans les caisses d'armes (qui sont verrouillées dès que l'ennemi repère le joueur), en sauvant des otages ou en explorant.
De nouveaux ennemis apparaissent comme les hauts-gradés, qui peuvent dissuader les soldats de grade inférieur si le joueur en capture un, et les ennemis dits « lourds » ces derniers sont beaucoup plus résistants et portent un fusil à pompe, une Gatling, un lance-flamme ou un lance-grenade.

### Coopération
Les joueurs peuvent exécuter des actions en coopération à tout moment. Ils peuvent par exemple scanner les ennemis potentiels et élaborer une stratégie tactique pour les éliminer, par exemple : un joueur peut feinter un reddition tandis que son partenaire attends le moment propice pour abattre les ennemis.

### Aggro
L'Aggro est un système qui permet aux deux joueurs de contrôler la cible de l'ennemi comme dans le précédent opus. En effectuant des actions agressives, comme tirer avec son arme, le joueur génère de l'aggro, et l'attention de l'ennemi se portera plus sur lui que sur l'autre joueur, qui pourra alors les prendre à revers par exemple.

### Moralité
Durant leur périple à Shanghai, les joueurs seront confrontés à des choix moraux qui affecteront le scénario et aussi la réaction des NPC. À des moments prédéterminés les joueurs devront, par exemple, faire le choix entre : piller l'armurerie d'une salle de sécurité ou quitter les lieux. Une fois leur choix fait, une courte cinématique sous forme de comics montre l'impact de celui-ci. Les joueurs pourront décider du sort des civils, s'ils doivent les sauver, les ignorer ou même les exécuter.

### Multijoueur
- Match à mort Co-op : des équipes de duo s'affrontent.
- Contrôle : les équipes devront capturer et défendre plusieurs points de contrôle pour remporter la partie.
- Zone de guerre : les joueurs devront remplir plusieurs objectifs pour gagner.
- Extraction : une équipe de quatre joueurs doivent repousser des vagues ennemis de plus en plus forte pour permettre l'extraction.

## Distribution
- Tyson Rios : Luc Bernard
- Elliot Salem : Christophe Lemoine